# Sandjak
Pour la région de Serbie ou du Monténégro, voir Sandžak.
 (novembre 2024).
Un sandjak (en turc sancak, littéralement « bannière » ou « étendard ») est une ancienne division administrative de l'Empire ottoman (1299-1922) et du sultanat mamelouk, équivalente à la liwa arabe.
Les sandjaks étaient à l'origine le premier niveau de subdivision de l'empire Ottoman. Ils apparurent vers le XIVe siècle comme des circonscriptions militaires : en effet, les sultans ottomans disposaient, en sus d'une armée de métier, de corps de cavaliers appelés « spahis » qui servaient le sultan en échange d'une gratification fiscale assise sur un territoire (les plus grands domaines étaient appelés zaim ou zeamet, les plus petits timar). Les spahis partaient à la guerre dans le cadre du sandjak où ils vivaient, sous la conduite d'un Sandjakbey (voir Bey (titre)).

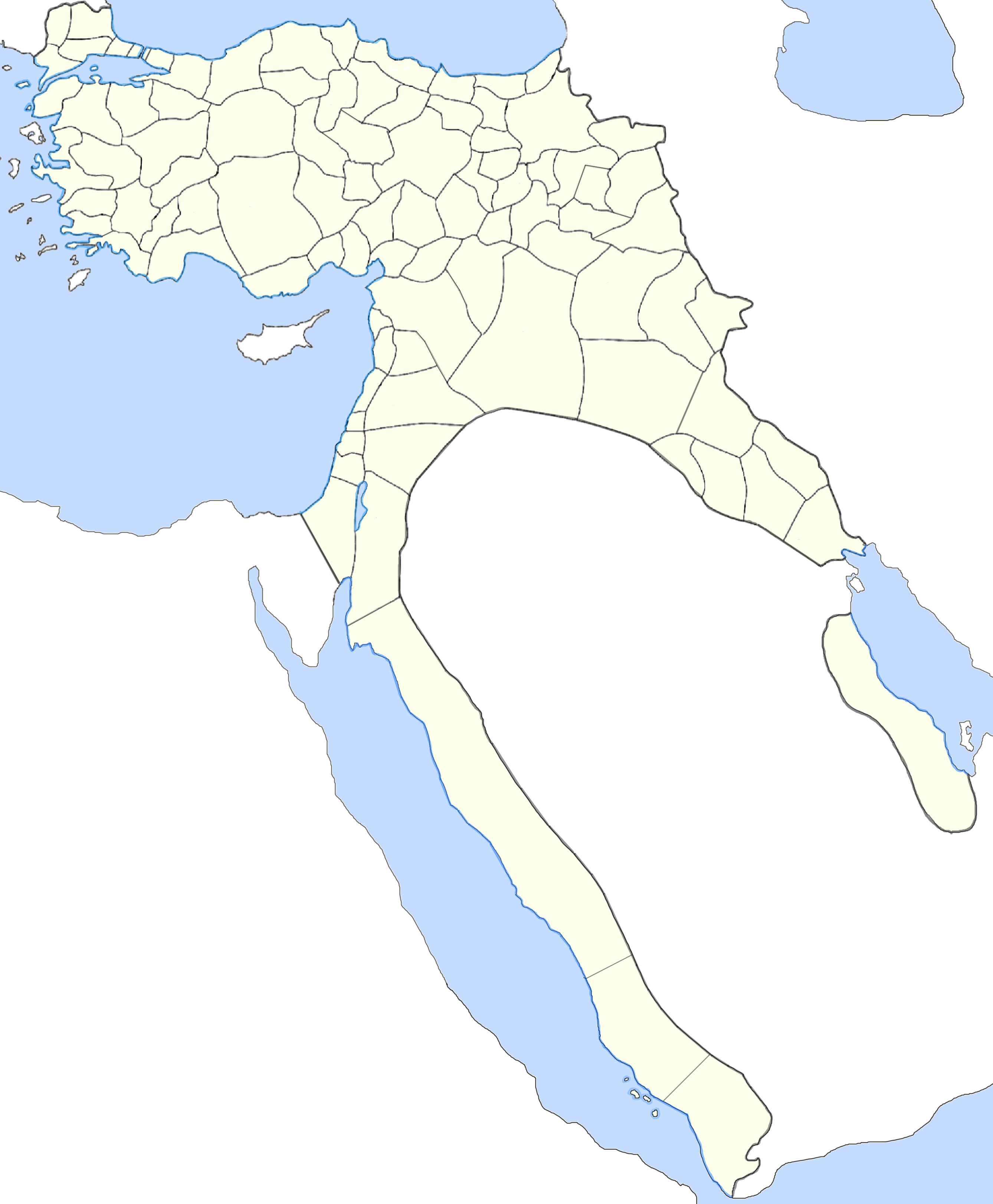
Les sandjaks de l'Empire ottoman en 1914.

Quand l'empire fut divisé à la fin du XIVe siècle en provinces (nommées beylerbeyliks, puis eyalets ou vilayets), les sandjaks devinrent des subdivisions de second niveau.
Le nombre des sandjaks varia beaucoup : la moyenne fut de 150, mais la réforme des Tanzimat au XIXe siècle porta leur nombre à 400.
Certains sandjaks n'étaient pas intégrés à une province, tels que les sandjaks de Benghazi ou de Çatalca dont les dirigeants dépendaient directement de la « Sublime Porte ».